# Mauricio Zuluaga Ruiz
Mauricio Maria de Eucaristia Zuluaga Ruiz (El Santuario, 3 de enero de 1950) es un empresario y político colombiano, graduado de la Universidad Nacional de Colombia.

## Biografía
Bachiller del Colegio San Ignacio, luego de lo cual prestó su servicio militar en Pamplona (Norte de Santander), quedando como Suboficial del ejército de reserva.
Estudió Ingeniería Administrativa en la Universidad Nacional de Colombia, su tesis denominada “Administración del salario en pequeñas y medianas empresas” fue acogida por algunas industrias textiles y de confección en Antioquia para implementarla exitosamente en sus instalaciones.
Posteriormente se vinculó a la empresa privada a través de Medias Crystal, Polímeros Colombianos, Distribuidora Zuper, Inversiones Biba. Así mismo ha estado vinculado al sector Hotelero y Gastronómico y sector Cooperativo por más de 25 años.

## Trayectoria política
Como servidor público se desempeñó como diputado por el Nuevo Liberalismo, del cual fue su coordinador departamental, Presidente del Concejo de Medellín, representante a la Cámara, Presidente de la Comisión Séptima del Senado de la República, Presidente de la Comisión Nacional del Servicio Civil, Presidente del Consejo Directivo de la ESAP, Miembro del Consejo Superior de Carrera Notarial y Director Nacional del Departamento Administrativo de la Función Pública.
A su haber cuentan varias publicaciones como “Estatuto básico de la administración pública” y “Ley de fomento de la economía solidaria”.
Cofundador de Cambio Radical (Colombia), partido por el cual aspira a la Cámara de Representantes -CR 117- en fórmula con el senador Carlos Fernando Motoa -CR10-.